# Привалов, Иван Васильевич
Иван Васильевич Привалов (27 февраля [12 марта] 1902, Харьков — 26 января 1974, Харьков) — советский футболист, арбитр. Заслуженный мастер спорта СССР (1934). Судья всесоюзной категории (12.05.1941).

## Биография
Начал играть в 1916 году в Харькове в клубных командах «Виктории».
Играл в «Штурме» — 1920—1923, «КФК» — 1924, Рабисе — 1925—1927, «Динамо» — 1928—1937, «Спартаке» (все — Харьков) — 1938—1939.
В чемпионатах СССР по футболу — 15 матчей.
В сборной Харькова — 1920—1935, Украины — 1928—1935.
Чемпион СССР 1924; 2-й призёр чемпионата СССР и Всесоюзной Спартакиады 1928; 3-й призёр 1935; полуфиналист 1931, 1932.
Участник чемпионатов СССР 1931, 1932 (в них — 10 матчей, 1 гол).
Чемпион Украины 1922, 1923, 1924, 1927, 1928, 1932, 1934. Капитан сборной Украины — 1930—1935, «Динамо» (X) — 1930—1937.
В «44-х» и «33-х» (журнал «ФиС»)— № 3 (1928) и № 1 (1930), в списке 33 лучших футболистов СССР — № 1 (1933).
В сборной СССР (1924—1933) — 2 матча и 5 неофициальных матчей. Участник первого матча сборной СССР в 1924, поездок в Германию, Австрию, Латвию, Норвегию в 1926, 1927 и 1930.
Один из лучших футболистов страны 1920—1930-х годов. Левша. Отличался огромной работоспособностью, технически подготовленный. Владел прицельным ударом, отлично исполнял одиннадцатиметровые.
Как футбольный арбитр провёл в высшей лиге 5 матчей (1940—1941).
Был лишен звания заслуженного мастера спорта, проходил перегистрацию как судья всесоюзной категории. В звании ЗМС был восстановлен 1 февраля 1958, а в звании судьи всесоюзной категории — 10 мая 1958.
В послевоенные годы тренировал харьковский «Спартак».
С 1978 года приз памяти Привалова разыгрывают команды Харьковской области.